# BelAZ-7513
Der BelAZ-7513 (russisch БелАЗ-7513) ist ein Großmuldenkipper des belarussischen Herstellers BelAZ, der seit 1996 in Serie produziert wird. Er ist für die Beförderung großer Mengen Abraums in tiefen Tagebauen mit schwierigen Bedingungen konzipiert.

## Entwicklungsgeschichte
Die Serienproduktion des BelAZ-7513 im Nutzlastbereich von 130 Tonnen begann im Jahr 1996 und ersetzte das Vorgängermodell BelAZ-7519 mit einer Nutzlast von 120 Tonnen. Insbesondere die Ausstattung mit einem wirksameren Cummins-Motor statt der üblichen sowjetischen bzw. russischen Dieselmotoren sowie Verbesserungen hinsichtlich Wartungsfreundlichkeit stellten wesentliche Änderungen im Vergleich zum Vorgänger dar.
Mit Stand Dezember 2019 ist der BelAZ-75131 das am häufigsten verkaufte BelAZ-Modell.
Insgesamt wurden bis zum 24. September 2019 4000 BelAZ-7513 in unterschiedlichen Versionen hergestellt und in höheren Stückzahlen unter anderem nach Vietnam, Usbekistan, Russland und Südafrika exportiert.
Seit 2018 testet BelAZ mit dem russischen Unternehmen VIST Robotics selbstfahrende Großmuldenkipper mit der Bezeichnung BelAZ-7513R auf den nicht-öffentlichen Straßen des chakassischen Abakansky-Tagebaus.
Hierbei sitzt ein fernsteuernder Bediener in einer simulatorähnlichen Fahrerkabine, die mit Pedalen, einem Lenkrad und mehreren Bildschirmen ausgestattet ist. Die Bewegung jedes Muldenkippers wird unmittelbar dem Fahrer übermittelt, der bei Bedarf eingreifen kann. Dadurch soll es möglich sein, dass ein Bediener drei bis fünf automatische BelAZ-7513R steuert.

## Technik
Der BelAZ-7513 ist allradgetrieben (4×4) und erreicht maximal 64 km/h. In der Standardversion ist er 11,5 m lang, 7,0 m breit und 5,9 m hoch; der Radstand beträgt 5,3 m. Der Kipper kann bei Temperaturen von −50 °C bis +50 °C eingesetzt werden. Der Fahrantrieb ist dieselelektrisch mit einem Zwölfzylinder-Dieselmotor von Cummins Engine. Der Motor QSK 45-C hat einen Hubraum von 45 Liter und erbringt eine Leistung von 1600 hp (1194 kW) bei 1900 Umdrehungen pro Minute.
Zur Wahl stehen neben anderen Cummins-Motormodellen auch der Dieselmotor des Typs 12V4000 von MTU Detroit Diesel mit 1194 kW bzw. 1400 kW.
Die elektrischen Fahrmotoren sitzen an den Achsen; das Drehmoment wird über Planetengetriebe auf die Räder übertragen. Der Wenderadius misst 13 m. Die Federung funktioniert hydropneumatisch; an beiden Achsen gibt es Stabilisatoren.
Das gemäß FOPS-Sicherheitsbestimmungen gegen herabfallende Gegenstände gesicherte zweisitzige Fahrerhaus ist über dem linken Vorderrad angebracht und kann über eine Leiter-Treppen-Kombination vorn am Fahrzeug erreicht werden. Der Hersteller BelAZ bietet unterschiedliche Kippmulden mit unterschiedlichen Abmessungen und Ladekapazitäten an. Sie fassen je nach Version 45,5 m³, 50,1 m³, 59,6 m³ oder 103,8 m³ und können mit zwei Hydraulikzylindern aus der Waagerechten in die Kippstellung gebracht werden. Die maximale Nutzlast wird je nach verwendetem Reifen mit 130 bzw. 136 Tonnen angegeben, die Leermasse des BelAZ-7513 gibt der Hersteller mit 109,5 Tonnen an. Die zulässige Gesamtmasse beträgt demnach 239,5 bzw. 245,5 Tonnen.

## Versionen

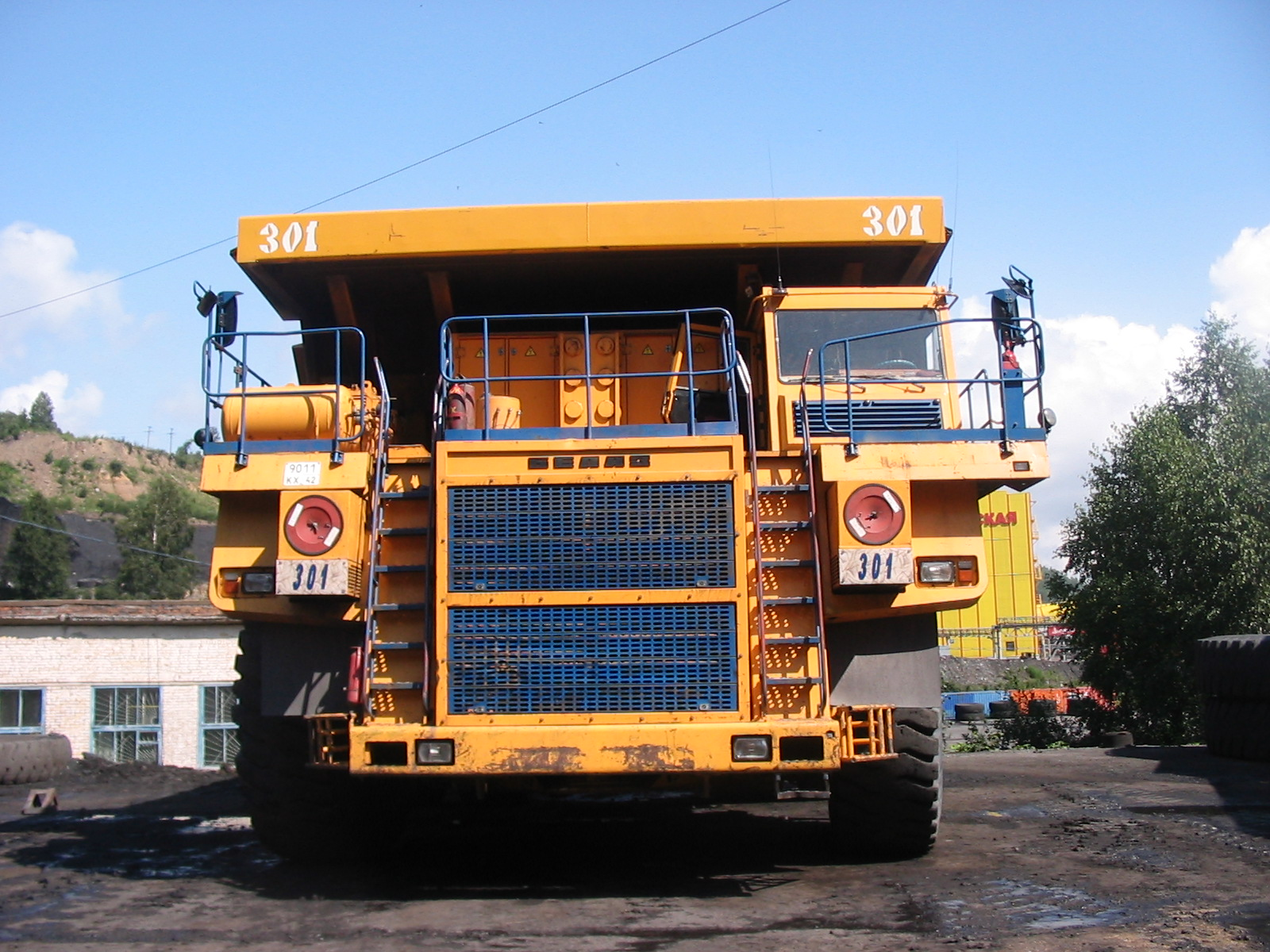
Frontansicht eines BelAZ-75131

- BelAZ-7513: Motor Cummins QSK 45-C mit 1194 kW (1600 hp).
- BelAZ-75131: Motor Cummins KTA 50-C mit 1194 kW (1600 hp).
- BelAZ-75135: Motor Cummins KTA 38-C mit 895 kW (1200 hp) oder Cummins KTTA 38-C mit 940 kW (1260 hp).
- BelAZ-75137: Motor MTU DD 12V4000 mit 1194 kW (1600 hp) oder mit 1400 kW (1875 hp).
- BelAZ-75139: Motor Cummins KTA 50-C mit 1194 kW (1600 hp).
- BelAZ-7513A: Motor MTU DD 12V4000 mit 1194 kW oder mit 1400 kW (1875 hp) mit unterschiedlichen elektrischen Antriebsmotoren als in der Version BelAZ-75137.
- BelAZ-7513B: Motor MTU DD 12V4000 mit 1194 kW (1600 hp); Verwendung eines Elektromotor vom Typ TAD-5.
- BelAZ-7513R: Testversion für automatisiertes Fahren